# Piccarda Donati
Piccarda Donati ( Florence, milieu du XIIIe siècle – Florence, fin du XIIIe siècle) était une noble médiévale et une religieuse de Florence. Elle apparaît comme personnage dans la Divine Comédie de Dante Alighieri.

## Biographie
Piccarda est née dans la famille Donati, famille florentine à la tête de la faction Guelfe. Elle était la sœur de Corso Donati, chef des Guelfes, et de Forese Donati, connu pour son amitié avec Dante. Il est également probable que Dante et Piccarda se connaissaient.
Très jeune, Piccarda a fui sa maison pour devenir religieuse. Elle a rejoint l'Ordre de Sainte Claire (« Clarisses ») au couvent de Santa Maria di Monticelli, situé dans les environs de Florence. Environ un an plus tard, Piccarda a été enlevée de force du monastère par Corso Donati, qui l'a forcée à épouser Rossellino della Tosa pour des intérêts politiques, à savoir renforcer l'alliance des Donati avec la famille Della Tosa.
Certaines sources affirment qu'elle est décédée d'une maladie soudaine semblable à la lèpre avant la consommation de son mariage, mais cette affirmation est maintenant  considérée comme une légende.

## Dans laDivine Comédiede Dante

### Purgatoire

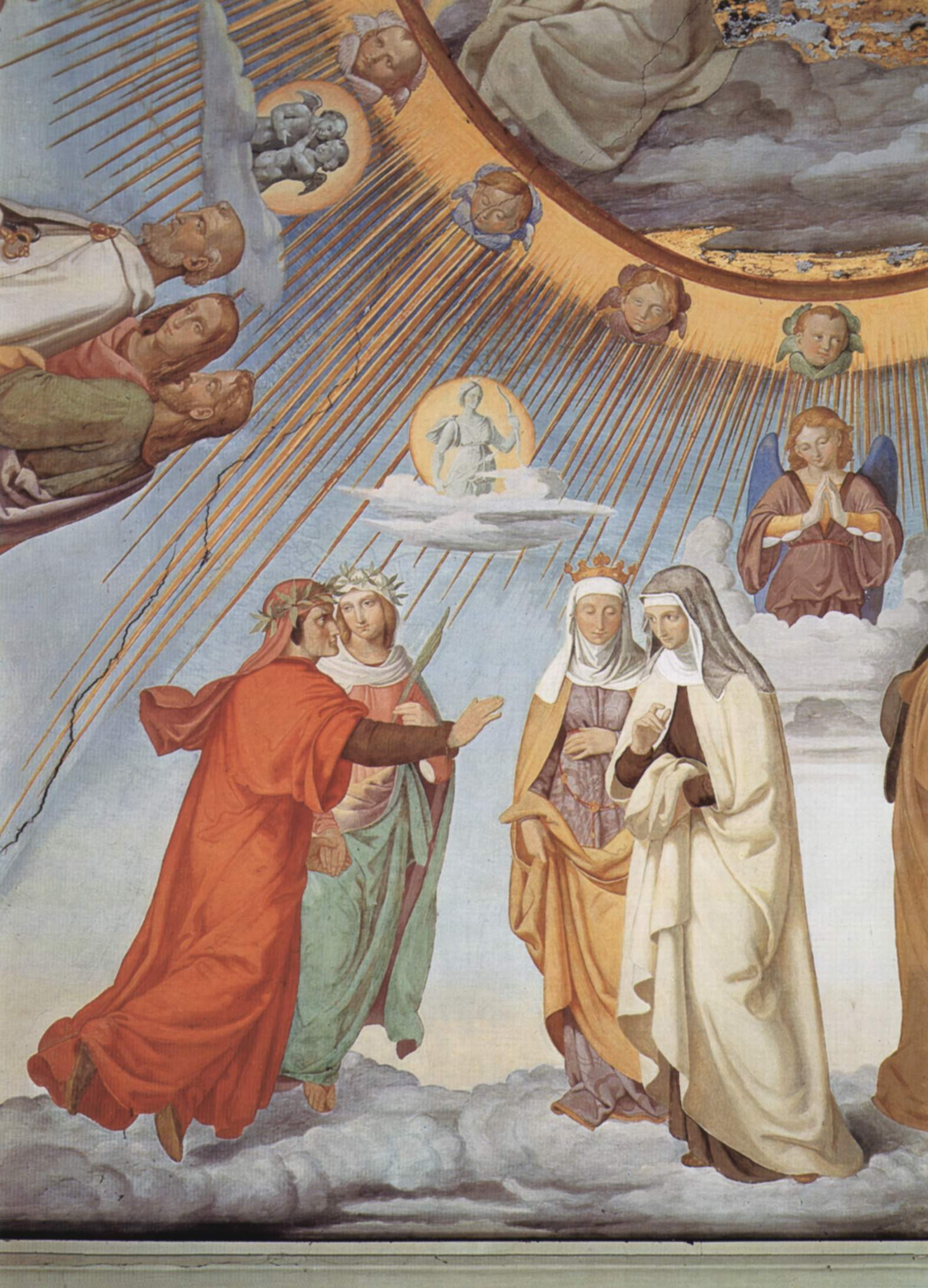
Dante et Béatrice parlent à Piccarda et Constance dans Paradiso, Chant 3.

Dans la Divine Comédie de Dante, nous découvrons pour la première fois Piccarda lors de la rencontre de Dante avec son frère, Forese Donati au Purgatorio chat XXIII. Ici, Dante demande à Forese dans quel domaine de l'au-delà chrétien Piccarda se trouve, et Forese répond  que Piccarda est au paradis. Dans cet échange, les deux personnages louent Piccarda comme un parangon de beauté et de vertu.

### Paradiso
Piccarda est le premier personnage que Dante rencontre au Paradis avec Constance d'Hauteville, la mère de l'empereur Frédéric II, qui aurait également été enlevée d'un couvent pour épouser l'empereur Henri VI de Hohenstaufen. Cette rencontre a lieu au Paradis 3, dans le Ciel de la Lune, la sphère la plus basse du Ciel qui abrite des âmes inconstantes et peu fermes dans leur vocation. Ici, Piccarda explique à Dante que son placement est dû à "des vœux négligés et, en partie, plus valides". Dans son acquiescement aux souhaits de Corso pour qu'elle se marie, bien que forcée, Piccarda est montrée comme ayant négligé ses vœux à Dieu.
Grâce à la rencontre de Dante avec Piccarda, les lecteurs de Paradis commencent à en apprendre davantage sur la nature du paradis. Par exemple, nous apprenons que les âmes au Ciel deviennent beaucoup plus belles qu'elles ne l'étaient sur Terre ; en fait, il faut un certain temps à Dante pour reconnaître Piccarda comme la femme qu'il connaissait. Dans les sphères supérieures, les âmes deviennent si belles qu'elles cessent de ressembler à leur moi terrestre. Piccarda est la seule personne que Dante reconnaîtra sans peine au paradis.
Dante demande à Piccarda si elle ne souhaite pas être placée plus haut au paradis. Sa réponse négative met en évidence un autre point important : selon Piccarda, les âmes bienheureuses ne désirent que ce qu'elles ont, et ainsi leur volonté est entièrement en accord avec celle de Dieu. S'ils désiraient être plus haut au ciel, alors leur souhait serait différent de la volonté de Dieu, ce qui est une impossibilité. Bien qu'ils sachent qu'il y en a d'autres dans les sphères supérieures du Ciel, ils se réjouissent de leur placement.

### Interprétations de Piccarda de Dante
Comme pour d'autres personnages féminins éminents de la Divine Comédie tels que Francesca da Rimini et Pia de' Tolomei, Piccarda est une femme dont la vie, la liberté et les choix personnels ont été affectés par les intérêts politiques des membres de sa famille , que ce soit par la parenté ou le mariage. . La vie et le placement de Piccarda au paradis jouent un rôle important dans les discussions sur la liberté, en particulier dans le contexte de la responsabilité civique par rapport à la responsabilité spirituelle. Ceci est illustré par l'explication de Béatrice qui stipule  que lorsque la force ou des actions énergiques affectent le corps physique d'une personne, cela affecte par extension également sa volonté .
Interrogée par Dante sur la logique derrière le moindre état de béatitude de Piccarda, Béatrice fait une distinction entre «volonté absolue» et «volonté contaminée». Piccarda est un exemple de volonté absolue. Sa volonté de tenir son vœu envers Dieu était si intense qu'elle peut être décrite comme une "volonté la plus profonde". Cela signifie que, intérieurement, elle est restée pure. Une autre façon de voir la représentation de Piccarda dans Paradis est que son vœu a été transféré de sa tête à son cœur, préservant ainsi sa pureté. Selon Dante, elle sert d'étude de cas pour illustrer la force qu'il faut pour s'assurer que la volonté d'une personne n'est pas contaminée par des interférences extérieures et l'importance de choisir Dieu avant tout.